# Emilia-Romagnas Grand Prix
Emilia-Romagnas Grand Prix er et Formel 1-løb, som bliver kørt på Autodromo Enzo e Dino Ferrari, bedre kendt som Imola, i byen Imola i Emilia-Romagna i Italien. Løbet blev kørt for første gang i 2020.

## Baggrund
Imola har tidligere været brugt i Formel 1, først i Italiens Grand Prix 1980, og senere mellem 1981 og 2006 som San Marinos Grand Prix.
Emilia-Romagnas Grand Prixet blev tilføjet til kalenderen for 2020 sæsonen, som en af erstatningerne for de grand prix som ikke kunne blive kørt på grund af Coronaviruspandemien. Det var oprindeligt meningen at grand prixet kun skulle være for 2020 sæsonen, men det returnerede igen i 2021 sæsonen og vil også blive brugt i 2022 sæsonen, som erstatning for Kinas Grand Prix, som ikke har kunne blive afholdt på grund af coronavirusrestriktioner.
Det blev i marts 2022 annonceret at Formel 1 vil fortsætte med at køre på Imola frem til 2025.

## Vindere af Emilia-Romagnas Grand Prix
| År   | Kører          | Konstruktør | Rapport |
| ---- | -------------- | ----------- | ------- |
| 2023 | Aflyst         | Aflyst      | Aflyst  |
| 2022 | Max Verstappen | Red Bull    | Rapport |
| 2021 | Max Verstappen | Red Bull    | Rapport |
| 2020 | Lewis Hamilton | Mercedes    | Rapport |